# شوتو (اسم تاريخي)
شوتو أو سوتو هو اسم علم مذكور في بعض المصادر باللغة الأكدية بمجموعة من الرحل في منطقة شرق الأردن وتمتد بعمق حتى مناطق بلاد ما بين النهرين وجنوب العراق. ويعتقد العديد من العلماء بأن "شوتو" قد يكون صيغة مرادفة للمصطلح المصري شاسو.
يشير نص إعدام مصري من القرن السابع عشر قبل الميلاد إلى "أياب" (ربما شكل مختلف من اسم أيوب) ملكا على الشوتو. وقد حدد بعض العلماء بشكل واضح الشوتو على أنهم أسلاف الموآبيين والعمونيين.